# Caput mortuum
Caput mortuum (av latin caput ’huvud’ och mortuus ’död’) är ett brunlila färgpigment vars huvudsakliga färgande beståndsdel utgörs av järnoxid. Namnet har ofta använts synonymt med engelskt rött och betecknat en rad likartade pigment som framställts på olika sätt, exempelvis som restprodukter från tillverkning av alun, järnvitriol eller svavelsyra. Kvaliteten och kulören hos syntetisk järnoxid beror på bränningstemperaturen, och 1900-talets normalfärgserie för konstnärsfärger har befäst ett språkbruk som tydligt skiljer mellan caput mortuum (brunt eller brunlila, bränt vid 900-1000 grader) och engelskt rött (rött eller rödbrunt, bränt vid 700-800 grader). De konstnärsfärger som idag säljs under namnet caput mortuum kan bestå av en blandning av röd och svart järnoxid.
Inom alkemin innebar beteckningen caput mortuum (omväxlande kallat för nigredo) ett värdelöst ämne som blivit över från en kemisk operation såsom sublimering och står för nedgång och förfall. Alkemisterna symboliserade denna rest med en stiliserad mänsklig skalle, ett i bokstavlig mening dött huvud. Möjligen kan pigmentets märkliga namn ha uppstått med hänvisning till att järnoxid i form av rost är en sådan till synes värdelös restprodukt.
Beteckningen caput mortuum har också använts på pigment tillverkade av mald mumie, organiska ämnen som kemiskt var något helt annat än järnoxid men som hade en likartad kulör och där det redan etablerade namnet passade väl i marknadsföringen. Sådant pigment, kallat mumiebrunt, mumia eller egyptiskt brunt, användes i konstmåleriet från 1600-talet och fanns att köpa ända in på 1920-talet. I ett riktigt framställt mumiebrunt skulle det ingå bitumen (även kallat asfalt), vilket i vissa fall användes vid balsameringen av mumier i det forntida Egypten, men det bruket varierade.